# Пасынок
Па́сынок (Происходит от па- + сын) — неродной сын для одного из супругов, родившийся от других отношений второго супруга.
Пасынком может называться только тот ребёнок, который является родным одному из супругов. Если ребёнок не является родным ни одному из родителей, используется термин «приёмный сын».
Пасынок — мужской синоним понятия «падчерица».
Неродной родитель по отношению к пасынку называется отчим или мачеха.
В прошлом сводные семьи также были обычным явлением, потому что ожидаемая продолжительность жизни была низкой, и женщины часто умирали при родах, а мужчины погибали на войне. Затем вдовец или вдова с детьми снова вступали в брак. Но в XX веке увеличилось количество разводов — они стали основной причиной сводных семей.

## Психология
Нередки случаи, когда у партнеров возникают проблемы с согласованием общих правил воспитания, которые принимаются всеми детьми из разных семей. Законы и обычаи по-прежнему в значительной степени ориентированы на семью, отмеченную браком и происхождением. Таким образом, смешанная семья может столкнуться с дополнительными юридическими и социальными трудностями, то есть в области права усыновления, наследственного права, прав опеки, прав на контакты для родителей, живущих вне семьи, правил именования и социального положения семьи и членов семьи.
К приемной матери требования могут быть даже выше, чем к другим членам семьи. Хотя дети проводят 90 % своего времени с матерью, они, как правило, все ещё поддерживают контакт со своим биологическим отцом, что может затруднить отношения как в семейных отношениях (мать-ребенок, так и отец-ребенок) для всех участников.
Социолог Энтони Гидденс пишет, что усыновление сводной семьей является обычным явлением. Треть всех усыновлений в США приходится на приемных детей приемными родителями. Таким образом, родитель компенсирует отсутствие биологической связи с ребёнком и, что более важно для повседневной жизни, облегчает права опеки и посещения. Он также указывает, что отсутствующий родитель оказывает большое влияние на своего ребёнка и тем самым разрушает сплоченность приемной семьи посредством разговоров, визитов на выходных и времени, потерянного в результате того, что новая семья срастается. Через бывших партнеров — возможно, нескольких — можно было бы создать разветвленную сеть разных родителей и их детей.
Крупное исследование жестокого обращения с детьми и безнадзорности, проведенное Министерством здравоохранения и социальных служб США, показало, что эмоциональное, физическое и сексуальное насилие было значительно более распространено среди детей в сводных семьях, чем среди детей, выросших со своими биологически женатыми родителями в Соединённых Штатах .), а также чаще, чем у детей в неполных семьях, детей, биологические родители которых не состоят в браке, или детей, совместно усыновленных обоими родителями. Наиболее распространенными формами жестокого обращения во всех категориях были дети, живущие с одним из родителей, и их неродственный партнер. Физическое, эмоциональное и школьное пренебрежение также были значительно более распространены среди детей из приемных семей в США, чем среди детей, живущих с родителями, состоящими в браке по рождению, но значительно реже, чем в некоторых других типах семей. Наличие по крайней мере одного дедушки и бабушки, вовлеченного в воспитание детей, в некоторых случаях способствовало снижению уровня жестокого обращения. Количество детей в семье также оказало влияние на частоту жестокого обращения.

## В литературе
- Житье — что пасынку.
- Спохватилась мачеха пасынка, когда уж вода прошла.
- Пасынок не сын, чужая боль не своя.
- Знать, мы Божьи пасынки! (ропот на судьбу).
- Горько от мачехи пасынку, несладко и мачехе от пасынка[2].